# مجموعة بينيتون
مجموعة بينيتون (بالإيطالية: Benetton Group S.p.A.)‏ هي علامة أزياء عالمية مسجلة في ميلانو يقع مقرها في تريفيزو بإيطاليا. يأتي الاسم من عائلة بينيتون التي أسست الشركة في عام 1965. تمتد سلسلة متاجر بينيتون لنحو 5,000 متجرا في 120 بلداً. وتدار المتاجر من قبل شركاء مستقلين. تولد المجموعة إيرادات إجمالية بأكثر من مليارَي يورو.

## معرض صور

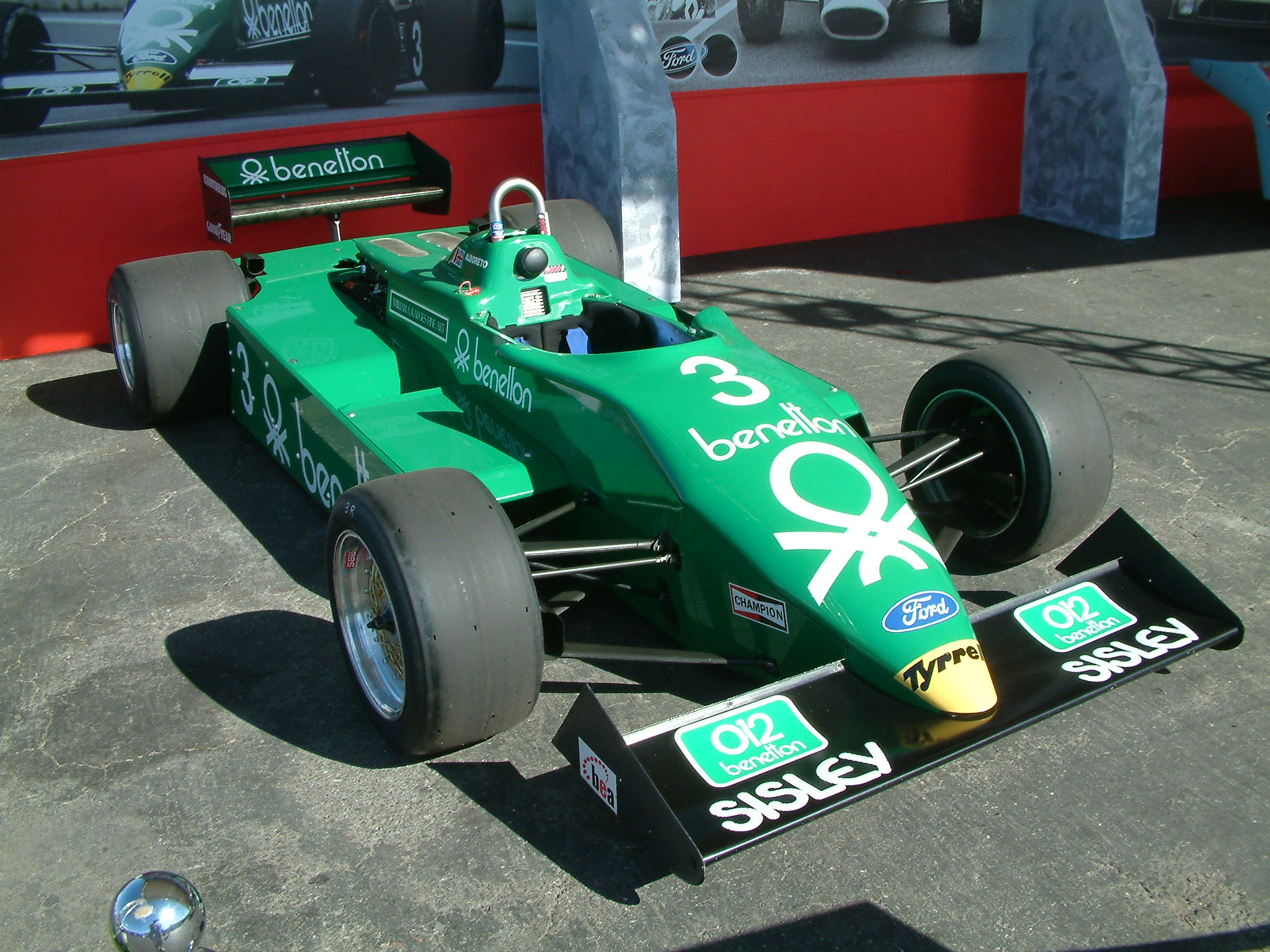
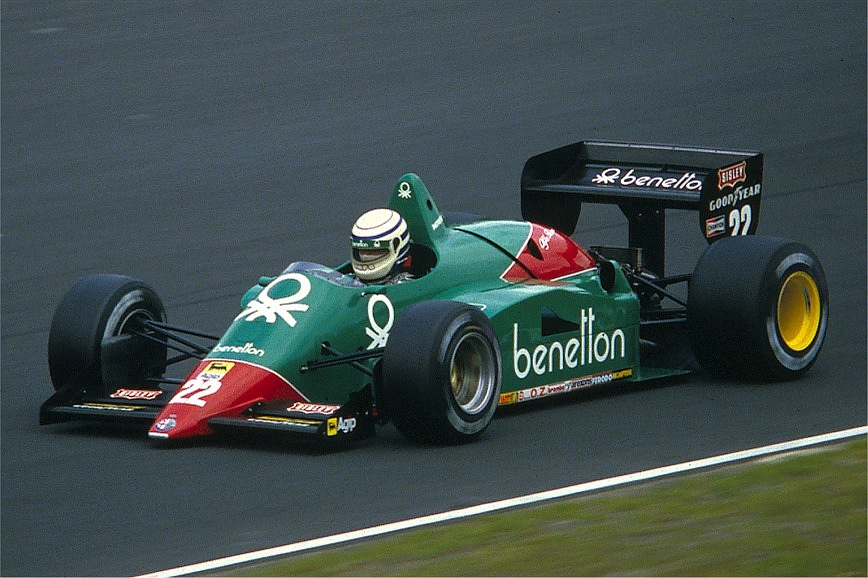
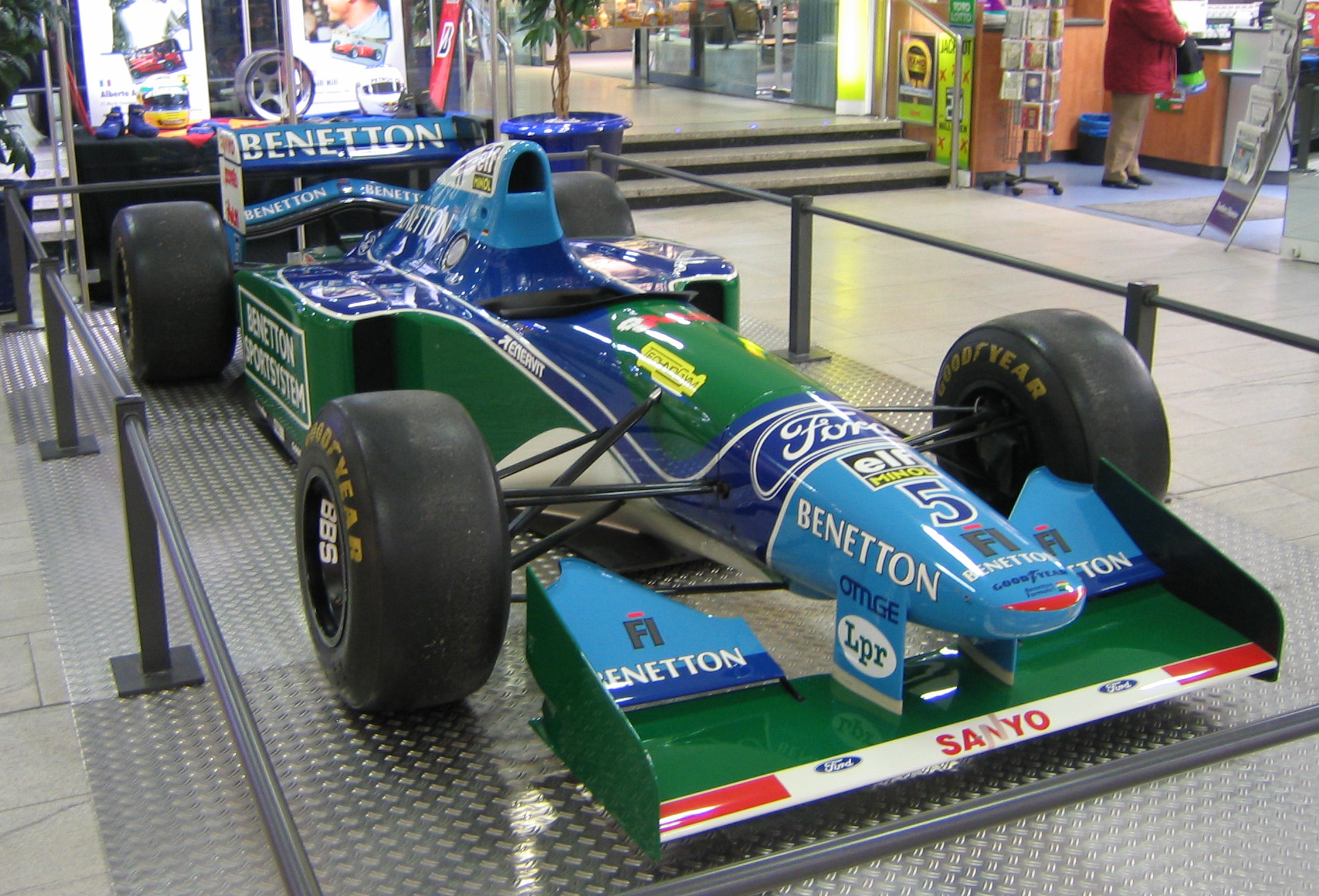